# Evo Morales
Juan Evo Morales Ayma (Isallavi, Oruro, 26 de octubre de 1959) es un político, sindicalista, activista y dirigente boliviano de ascendencia aimara, que se desempeñó como presidente de Bolivia desde el 22 de enero de 2006 hasta el 10 de noviembre de 2019, fecha en que presentó su dimisión debido a una crisis política.
Inició su activismo en el movimiento sindical en la década de 1980 en la Confederación Sindical Única de Trabajadores Campesinos de Bolivia (CSUTCB). Alcanzó la dirección de la Federación Especial del Trópico, una de las seis federaciones sindicales de productores de coca que se encuentran organizadas en la zona de la provincia del Chapare y que, desde 1991, son coordinadas por un Comité de Coordinación presidido por él. Fue uno de los fundadores del Instrumento Político por la Soberanía de los Pueblos (IPSP), que luego se aliaría con el Movimiento al Socialismo (MAS) conformando así la alianza política denominada Movimiento al Socialismo - Instrumento Político por la Soberanía de los Pueblos (MAS–IPSP) para participar en las elecciones generales de 1997, en las que resultó elegido diputado por Cochabamba; tras la conformación de la alianza política MAS–IPSP, del cual dirigió desde 1997 hasta 2024, cuando el Tribunal Constitucional Plurinacional emitió un fallo en favor de Grover García como el nuevo presidente del partido, dicha decisión lo llevó a renunciar su militancia.
Evo Morales se presentó por primera vez a las elecciones presidenciales en 2002. Quedó en segundo lugar por detrás de Gonzalo Sánchez de Lozada. En las elecciones de 2005, obtuvo casi el 54 % de los votos. De esta manera, se convirtió en el segundo presidente de origen indígena después de Andrés de Santa Cruz. Fue reelegido en las elecciones de 2009 con el 64,22 % de los votos y, en las de 2014, con el 63,36 %. Es el tercer mandatario boliviano en la historia de la república elegido por mayoría absoluta de votos, después de Hernán Siles Zuazo en 1956 y de Víctor Paz Estenssoro en 1960. Morales, que se mantuvo casi catorce años en el poder, es uno de los líderes más reconocidos de la izquierda latinoamericana. Por este motivo, la revista Time lo nombró en 2008 una de las cien personas más poderosas del mundo.
Durante su gestión, Bolivia fue uno de los países con mayor crecimiento económico en Sudamérica,
con un crecimiento promedio del PIB del 5 % anual, lo que le valió el mote del «milagro económico boliviano».
La pobreza extrema en Bolivia disminuyó del 36,7 % al 16,8 % entre 2005 y 2015. También se presentó una mejora de la distribución del ingreso, con un descenso del índice Gini de 0,60 en 2005 a 0,47 en 2016, según datos del Instituto Nacional de Estadística de Bolivia.
En lo que respecta a la educación, a partir del 2006 se aplicó el método de alfabetización cubano «yo, sí puedo», que permitió pasar del 13,3 % de analfabetismo, que indicaba el censo de 2001,
al 3,7 %. Esta cifra le valió al país la declaración de «libre de analfabetismo», según la Unesco en 2008.
Además, en 2010 se aprobó la Ley Educativa Avelino Siñani-Elizardo Pérez, que establece la educación gratuita e intercultural.
En materia de salud, se estableció el Sistema Único de Salud para ofrecer sanidad universal y gratuita. En derechos humanos, destaca el reconocimiento de los derechos indígenas contemplados en la Constitución de 2009
y la ley de identidad de género aprobada en 2016.
El 10 de noviembre de 2019 ―en un contexto de protestas, presión social y acusaciones de fraude en las elecciones generales del 20 de octubre―,
Evo Morales presentó su dimisión después de recibir amenazas contra su persona, sus colaboradores y su patrimonio, por sugerencia
de las Fuerzas Armadas bolivianas
y la policía.
Al día siguiente (11 de noviembre) aceptó el asilo político ofrecido por Andrés Manuel López Obrador, presidente de México.
El 12 de noviembre de 2019 arribó al Aeropuerto Internacional de la Ciudad de México, donde lo recibió el canciller mexicano, Marcelo Ebrard.
Un mes después, el 12 de diciembre de 2019, Evo Morales se trasladó a Argentina en calidad de refugiado, acompañado del exvicepresidente Álvaro García Linera y otros exministros.
Tras casi un año de exilio en Argentina, volvió a Bolivia el 9 de noviembre de 2020. Por seguridad, fue acompañado a su regreso por el presidente argentino Alberto Fernández.
En diciembre de 2023, el TCP declaró inaplicable la «reelección indefinida», dejándolo inhabilitado para postularse en las elecciones de 2025 al haber gobernado tres períodos consecutivos. En octubre de 2024, la Fiscalía abrió una investigación por «trata de personas» contra Morales, acusándolo de haber violado a una menor de quince años, con la que supuestamente procreó una hija.

## Primeros años
Nació el 26 de octubre de 1959 en la comunidad Isallavi, del cantón Orinoca en el departamento de Oruro, en el Altiplano de Bolivia. Es hijo de Dionisio Morales Choque y María Ayma Mamani y descendiente de una familia de agricultores y criadora de llamas. Morales es de origen indígena uru-aimara y su idioma materno es el aimara. Desde niño trabajó la tierra y fue pastor de llamas. Eran siete hermanos de los que sólo tres sobrevivieron: Esther la mayor (fallecida), Evo y Hugo el menor, radican en Oruro.
Perdió a otros cuatro: Luis, Eduvé, Reyna y el cuarto falleció al nacer.
Desde niño, Morales ayudó en las tareas agrícolas. A los seis años emigró con su familia durante el periodo de la zafra de la caña de azúcar a la comunidad de Galilea (en la provincia de Tucumán) y Campo Santo (en la provincia de Salta), en el norte de la Argentina. Allí fue por primera vez a la escuela, en abril de 1966, cursando el primer grado en la Escuela n.º 4136 Julio Argentino Cornejo, ubicada en la finca La Población de la localidad de Campo Santo, a unos 60 kilómetros de la ciudad de Salta.
En 2014 Morales visitaría la escuela a la que definió con la expresión «acá empezó todo» y decidió apadrinarla:

Era obligación del Estado argentino que los hijos de los zafreros vayan a clases. Yo no entendía castellano, era aymara cerrado, y sentadito atrás de todos los compañeros de curso, no me acuerdo qué hablarían, porque no entendía... Mi padre era muy trabajador y solidario. Trabajaba sábados, domingos y feriados, no descansaba. Solo esperaba el pago. Se ganaba buenos recursos económicos en la zafra, y cuando volvimos a la casa donde nací, llevamos un catre para dormir que compramos aquí. Era un lujo, conocimos el primer catre gracias a la zafra en la Argentina. Allí dormían mi madre y mi padre y nosotros seguíamos durmiendo en el suelo. Mi hermana siempre decía: «Yo quiero ese catre para mí», así que cuando se casó, mi padre se lo regaló como herencia. Muchas familias de Bolivia mejoramos nuestra economía por la zafra argentina. Mi primera escuela fue argentina, la escuela Julio Argentino Cornejo, y quienes estudiamos en esta escuela sabemos ser presidente.
Evo Morales

Al año siguiente regresó a Bolivia.

Mi papá, cada mañana antes de salir al trabajo, hacía su convite a la Pachamama que es la madre tierra; mi mamá también challaba con alcohol y hojas de coca para que nos vaya bien en toda la jornada. Era como si mis padres hablaban con la tierra, con la naturaleza.

Trabajando durante toda su niñez, Morales se las ingeniaba para dedicarse a su deporte favorito: el fútbol, deporte que le llevó más tarde a ocupar su primer cargo sindical, el de secretario de Deportes de su comunidad. También entrenó en el Club San José, de Oruro.

Cuando las llamas estaban pasteando en los cerros, agarraba mi balón de trapo y las gambeteaba [pasando en zigzag en medio de los obstáculos] una por una. Los arcos eran las pajas bravas o las yaretas y mi compañero inseparable un perro de nombre Trébol.
Evo Morales

### Educación y servicio militar

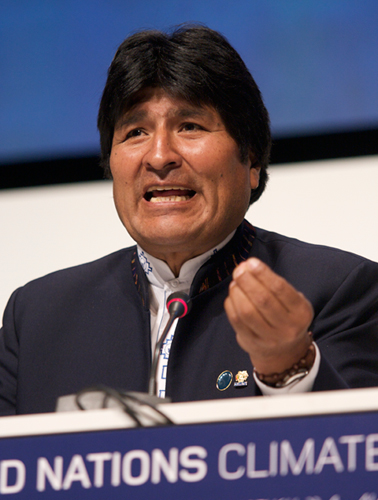
Evo Morales en 2009

Desde muy joven comenzó a demostrar sus dotes de liderazgo.

Desde chico, me acuerdo, era organizador, era movilizador. En la escuela Seccional de Calavilca, cuando estaba en primero, el profesor nos hizo dibujar un burro. Lo dibujé y lo pinté rojo, amarillo y verde. Ese fue el chiste del curso de todo el año: «El burro del Evo es rojo, amarillo y verde». Cuando tenía trece o catorce años, fundé un equipo de fútbol en mi comunidad, se llamaba Fraternidad y participábamos en los campeonatos. Yo era el capitán, el delegado, era el árbitro. Era como dueño del equipo. Tenía que trasquilar oveja, lana de llama. Mi papá me ayudaba, era muy deportista. Vendíamos la lana para comprar pelotas, uniformes. A mis dieciséis años, los tres ayllus de la comunidad, los diferentes delegados, me eligieron como director técnico de la selección de todo el cantón.

Cuando tenía quince años ―explicó su prima Adela Ayma― visitó con sus compañeros del colegio de la Unidad Educativa Central Orinoca el Palacio Quemado en La Paz. El equipo logístico no les permitió hablar con el presidente porque este se encontraba ocupado. Evo quedó tan ofendido que le dijo a sus amigos: «Algún día voy a ser presidente y fácil me van a encontrar».
Para continuar sus estudios Evo Morales viajó a Oruro, donde trabajó de ladrillero, panadero y trompetista. Llegó a tocar en la Banda Real Imperial, actividad que le permitió viajar y conocer diversas realidades.

Uno de los recuerdos más gratos que tengo con la banda es el referido a mi viaje por los centros mineros del sur de Potosí. Viajamos a la empresa minera Quechisla. Tendría mis dieciséis años, todavía chango y con muchas anécdotas.

Estudió hasta primero de primaria en el colegio Beltrán Ávila. Después se marchó para cumplir el servicio militar obligatorio en el Estado Mayor en La Paz. En ese periodo fue testigo de los golpes de Estado de Juan Pereda Asbún y David Padilla Arancibia, ambos en 1978.
Al salir del cuartel volvió a su comunidad para trabajar la coca. Pero la naturaleza cambió la vida de los Morales y de otros miles de comunarios de Orinoca. En 1980 el fenómeno de El Niño acabó con más del 70 % de la producción agrícola y se llevó más del 50 % de los animales. 

Una tarde acabamos el aporque (remover la tierra) de la papa con muchos peones, luego vino un viento por la noche y llegó la helada. Al día siguiente estaba el papal quemado, negro, con un olor feo. Mi mamá lloraba todo el día, mi papá estaba con mis tíos y allí decidieron: «Aquí jamás vamos a progresar, jamás vamos a ser campesinos prósperos, hay que ir a buscar tierra al oriente boliviano».

Poco después, la familia emprendió un viaje al Cochabamba para iniciar una nueva vida de colonos en San Francisco, en la región del Chapare.

### Sindicalista cocalero
En 1981 fue nombrado secretario de Deportes de su sindicato, San Francisco. En 1983 falleció su padre. Dejó entonces sus responsabilidades sindicales para dedicarse íntegramente al trabajo familiar. Además, debía trasladarse con frecuencia del Chapare a Orinoca para atender actividades agrícolas en su comunidad de origen.
Morales ha representado durante su carrera como sindicalista al sector de los colonos inmigrantes (aymaras y quechuas), campesinos cultivadores de coca de la región del Chapare boliviano. En 1985 fue nombrado secretario general de su sindicato. En 1988 cuando el gobierno del MNR consiguió que el Congreso aprobara, el 19 de julio, la Ley del Régimen de la Coca y Sustancias Controladas (Ley 1008) ―que contemplaba la reducción y sustitución graduales de las cosechas excedentarias mediante la siembra de cultivos alternativos o bien el desarraigo forzoso de cocales sin derecho a indemnización ― sus compañeros le eligieron secretario ejecutivo de la Federación del Trópico en un ampliado en el Chapare. A lo largo de su trayectoria sindical, Morales conoció la cárcel y el confinamiento. En 1989, al rendir homenaje a los compañeros caídos en defensa de los cultivos de coca, efectivos de UMOPAR lo golpearon y arrojaron al monte, convencidos de que estaba muerto.

En más de una oportunidad, particularmente cuando estuve detenido en la cárcel, escuché en los medios de comunicación que con mucha sinceridad salía desde lo más profundo de las bases la siguiente frase: «En el Chapare hay miles de Evos».

Durante los noventa, los cocaleros se enfrentaron en repetidas ocasiones con el gobierno de Hugo Banzer Suárez, quien había prometido a los Estados Unidos la erradicación total de los cultivos de coca en el país. Morales era el máximo dirigente de una federación de campesinos cocaleros que se resistía a los planes gubernamentales para la erradicación del cultivo de la hoja de coca, considerándola como parte de la cultura ancestral de los indígenas aymaras; la federación había contrapropuesto a Banzer un plan de cocaína cero en lugar de la coca cero que exigía el Gobierno estadounidense.
En el año 1994, para reforzar sus demandas, los cocaleros emprendieron la marcha por la vida, la coca y la dignidad
por los 600 kilómetros que separan Cochabamba de La Paz. Atacados por las fuerzas del orden al comienzo, los cocaleros burlaban los puestos de los uniformados en el camino. Cuanto más se acercaban a la sede de Gobierno, más gente salía a las calles para alentar a los marchistas cocaleros, ofreciéndoles bebida, comida, ropa y zapatos. Entraron en La Paz vitoreados por la población e invitados a celebrar convenios por las autoridades, que no tuvieron otro remedio por la ola de entusiasmo general. Una vez que los cocaleros hubieron regresado al Trópico y la calma hubo vuelto al país, las autoridades desconocieron los convenios y volvieron a mandar a los uniformados.[cita requerida]
La lucha de los cocaleros y su marcha se difundieron más allá de las fronteras de Bolivia. Por ser el líder del movimiento contra la erradicación, una coalición internacional de políticos y académicos de izquierda nominó a Morales para el Premio Nobel de la Paz de 1995 y 1996.
Desde entonces, Morales intentó difundir sus puntos de vista fuera de las fronteras de Bolivia. Viajó a Europa junto a delegaciones de cocaleros del Trópico, de los Yungas y del Perú para hablar en defensa del cultivo de la coca, aseverando que las políticas antidrogas no distinguían entre la hoja de coca y la cocaína.

[En 1997] pasé momentos difíciles en Eterazama, donde desde un helicóptero la DEA ha ametrallado y hubo cinco muertos en minutos. [...] En la sede de Derechos Humanos, en Villa Tunari el año 2000, intentaron acribillarme pero fracasaron, la bala paso rozándome.
Evo Morales

## Carrera política

### Hacia el poder
En 1997, debido a la presión de los plazos electorales, se hizo necesario un partido ya registrado. Así, la Confederación de Trabajadores del Trópico Cochabambino, liderada por Morales, decidió fusionarse con el Movimiento al Socialismo (MAS). Poco después, el 23 de julio de ese mismo año, el MAS fue refundado bajo la dirección de Morales.
Aunque en las elecciones de 1997 Evo Morales fue elegido diputado como parte de la coalición Izquierda Unida (IU), su base política fundamental era el Instrumento Político por la Soberanía de los Pueblos (IPSP). Este IPSP, que inicialmente formaba parte de la Izquierda Unida, se convertiría posteriormente en el Movimiento al Socialismo - Instrumento Político por la Soberanía de los Pueblos (MAS-IPSP) . En una primera tentativa de ganar el poder en 2002, Morales y el MAS elaboraron un programa de gobierno que incluía la convocatoria de una asamblea constituyente y una política de hidrocarburos sin definir. En particular, el MAS no quería que el gas tarijeño se vendiera por un puerto chileno, en tanto que este país no negociara la restitución del acceso oceánico, la franja de Atacama, que Bolivia perdió como resultado de la guerra del Pacífico o del Salitre, en 1879.
4 días antes de las elecciones, el entonces embajador estadounidense, Manuel Rocha, declaró que si los bolivianos elegían «a los que quieren que Bolivia vuelva a ser un exportador de cocaína importante», la ayuda de Estados Unidos estaría en riesgo. En las elecciones presidenciales, Morales alcanzó el 20,9 % de los votos, 1,6 % menos que el ganador, Sánchez de Lozada. En las legislativas, el MAS sacó el 11,9 %, lo que se tradujo en 27 diputados y ocho senadores, convirtiéndose en la segunda fuerza parlamentaria detrás de la alianza del Movimiento Nacionalista Revolucionario (MNR) y el Movimiento Bolivia Libre (MBL). Los masistas fueron la fuerza más votada en los departamentos andinos de La Paz, Oruro y Potosí, amén del bastión de Cochabamba. Morales se presentó también a diputado y en esta elección ganó el escaño por su circunscripción con el 81,3 % de los sufragios.

Orgullosos de nuestra cultura, con nuestra vestimenta y con nuestra coca, por primera vez en nuestra historia, campesinos, indígenas y originarios ingresamos al Parlamento Nacional.

### Guerra del Gas: líder de la oposición
Morales salió muy reforzado en las elecciones y rápidamente se convirtió en el máximo líder de la oposición; al margen de la alianza concertada para elegir a Gonzalo Sánchez de Lozada presidente, se opuso a su gobierno, tanto fuera como dentro del Congreso. Poco después de haber llegado a la Jefatura del Estado, Sánchez de Lozada tomó medidas económicas de corte antipopular.
Bajo el lema «Contra la erradicación de la coca, para la estatalización de los hidrocarburos y la convocatoria de una asamblea constituyente», en febrero de 2003, el MAS, junto a otras organizaciones sindicales y civiles, se opuso frontalmente al llamado impuestazo, el nuevo gravamen directo, progresivo y no deducible, de hasta el 12,5 %, con el que el gobierno esperaba recortar el déficit fiscal. Los días 12 y 13 de febrero de 2003, en La Paz y sus alrededores, se enfrentaron miles de manifestantes, policías en huelga y soldados encargados de imponer el orden.
Sánchez de Lozada se vio obligado a renunciar en octubre de 2003; el poder quedó interinamente en manos de Carlos Mesa Gisbert, que igualmente tuvo que enfrentar la oposición de la población en otra crisis, aunque el MAS dio a Mesa temporalmente el apoyo que había negado a Sánchez de Lozada. En junio de 2005, Mesa renunció a la Presidencia debido a la radicalización de las movilizaciones populares. Finalmente, la Presidencia interina quedó en manos de Eduardo Rodríguez Veltzé, hasta entonces presidente de la Corte Suprema de Justicia, quien, según la legislación, debía estar en la Presidencia por un periodo máximo de seis meses mientras el Congreso Nacional promulgara una ley convocando a elecciones.

### Campaña presidencial (2005)
Morales, en su segundo intento, alcanzó el sillón presidencial en las anticipadas elecciones presidenciales de diciembre de 2005, en las que resultó ganador al obtener el 53,74 % de los votos, frente al 28,59 % de su principal opositor, Jorge Quiroga Ramírez. Fue también el cuarto mandatario en la historia de Bolivia en ser elegido por mayoría absoluta. El vicepresidente de la fórmula fue Álvaro García Linera. En sus primeros discursos declaró la necesidad de la estatalización de los hidrocarburos, cuya propiedad en boca de pozo se encontraba en poder de empresas petroleras transnacionales, a través de concesiones que catalogó como nulas de pleno derecho.
El 21 de enero de 2006 Morales asistió a una ceremonia religiosa en las antiguas ruinas de Tiahuanaco, donde fue coronado Apu Mallku o "líder supremo" por varios pueblos indígenas de Los Andes, y recibió regalos de representantes de nacionalidades indígenas de América Latina y del mundo. Ésta fue la primera vez desde la coronación de Túpac Amaru en que se otorgó este título.

## Carrera presidencial

### Resultados electorales
|  | 20.94 % |

|  | 27.74 % |

|  | 53.72 % |

|  | 64.22 % |

|  | 61.36 % |

|  | 47,08 % |

## Presidencia de Bolivia (2006-2019)
El 22 de enero de 2006 Morales recibió la transferencia de mando y tomó posesión del cargo de presidente constitucional de la República.

### Política económica

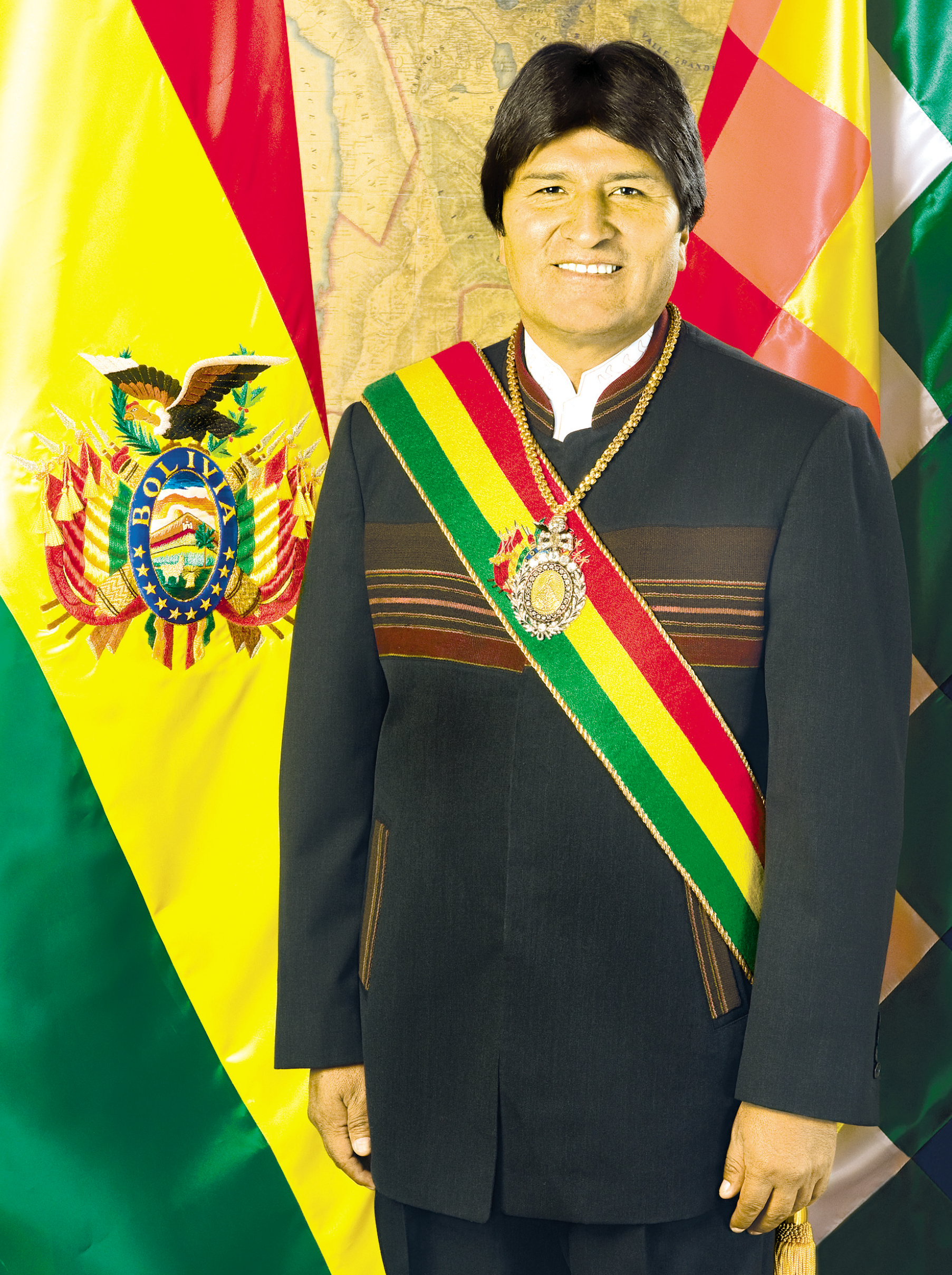
Evo Morales, último presidente de la «República de Bolivia» y primer presidente del Estado Plurinacional.

En una de sus primeras acciones decidió cumplir una de sus promesas de campaña y reducir su salario en un 57 %; el salario de muchos otros funcionarios del gobierno y la administración pública fue igualmente reducido, ya que según la ley ningún empleado público puede percibir un salario mayor al del presidente. Durante los 14 años de gestión de Evo Morales, el producto interno bruto (PIB) creció un promedio del 5,2 % anual.
En 2008, Bolivia alcanzó su mayor crecimiento registrado, un 6,2 %, alcanzando en el tercer trimestre del año un tope del 7,1 %, según datos del Fondo Monetario Internacional (FMI).
El PIB per cápita es multiplicado por dos entre 2005 y 2013.
En 2009 el país continuó creciendo económicamente, al punto que al año siguiente el Banco Mundial sacó a Bolivia de la lista de países de ingresos bajos y la colocó en el grupo de países de ingresos medios.
Desde 2010, según algunos indicadores, la situación económica empezó a deteriorarse como consecuencia de la crisis económica mundial. En agosto de ese año, un paro en el departamento de Potosí paralizó a la región del sudeste de Bolivia por 19 días. Las autoridades potosinas solicitaban que el gobierno central atienda una serie de demandas necesarias para el desarrollo del departamento. Los manifestantes recurrieron al bloqueo de caminos, exactamente el mismo tipo de protesta que Evo Morales usó contra los gobiernos de Gonzalo Sánchez de Lozada y Carlos Mesa. Morales finalmente accedió a cumplir la mayoría de las peticiones.
En diciembre de 2010, el gobierno de Morales anunció la eliminación de los subsidios a los combustibles. La medida hizo que el precio de este producto se elevara hasta un 80 %, lo que desató una ola de protestas en todo el país. Se produjo un alza generalizada de los productos de la canasta básica y la inflación se disparó. Tras varios días de intensas protestas, en los primeros días de enero de 2011, Morales dejó sin efecto la eliminación de los subsidios, lo que logró apaciguar a la población. En el último tiempo, el gobierno boliviano logró controlar la inflación y se registran descensos en los precios de los enseres básicos.
También a principios de 2011, se desató una inusitada crisis alimentaria. Repentinamente empezaron a escasear numerosos productos, por ejemplo, azúcar.
La FAO culpó del desabastecimiento al propio Evo Morales, por su decisión de prohibir las exportaciones de azúcar, acusación que el gobierno desmintió, aseverando justificación en la medida.
En septiembre de 2010 se reveló un informe, según el cual, en los primeros siete meses de 2011 Bolivia importó más alimentos que en todo el 2010.
El gobierno acusó a los empresarios del sector de aumentar los precios e incurrir en agio de forma injustificada con el fin de incomodar a la población y de esa forma tener un fin político contrario al gobierno.

#### Nacionalización de empresas
El 1 de mayo del 2006, Morales decretó la estatización definitiva de los recursos hidrocarburíferos del país, mientras que un contingente militar y funcionarios de Yacimientos Petrolíferos Fiscales Bolivianos (YPFB) era desplegado en algunas instalaciones petroleras y gasolineras, cumpliendo así una de las promesas electorales realizadas en su campaña por la presidencia.
La normativa obliga a que las empresas que exploten los yacimientos sean empresas mixtas en las que YPFB tenga al menos un 51 % del capital. Estas empresas deben entregar la producción a esa empresa pública que se encarga de la comercialización definiendo las condiciones, volúmenes y precios tanto para el mercado interno como para la exportación y la industrialización. El estado Boliviano se queda con el 82 % de los ingresos y las petroleras un 18 %. Las empresas involucradas han declarado que con dichas condiciones la explotación sigue siendo rentable.
Similar orientación normativa tienen siete decretos sobre la distribución de las tierras, emitidos en junio de 2006, donde se ordena entregar títulos de propiedad de tierras estatales a campesinos pobres, en particular indígenas; estas medidas son parte de un plan mucho más ambicioso: la estatalización de los latifundios para su redistribución entre los trabajadores agropecuarios, históricamente en una situación de explotación.
Con posterioridad el gobierno procedió a la estatización de Entel (la mayor telefónica del país), la cementera Fancesa, las minas de Huanuni y Colquiri y el servicio de generación y distribución de energía eléctrica.

### Política agrícola
Algunas regiones de Bolivia están en gran parte bajo el poder de los ganaderos, los grandes propietarios de granjas ganaderas y porcinas, y muchos pequeños agricultores siguen reducidos a peones. Sin embargo, la presencia del Estado fue reforzado considerablemente bajo el gobierno de Evo Morales.
La reforma agraria prometida por Evo Morales ―y aprobada en referéndum por casi el 80 % de la población― nunca llegó a aplicarse. Pretendía abolir el latifundismo reduciendo el tamaño máximo de las propiedades que no tuvieran una "función económica y social" a 5000 hectáreas, y que el resto se distribuyera entre pequeños trabajadores agrícolas e indígenas sin tierra. En 2009, el gobierno cedió ante el sector agroindustrial, que a cambio se comprometió a poner fin a la presión que estaba ejerciendo, que ponía en peligro la aplicación de la nueva Constitución.
Sin embargo, una serie de reformas y proyectos económicos mejoraron la situación de las familias campesinas pobres. Recibieron maquinaria agrícola, tractores, fertilizantes, semillas y animales reproductores, mientras el Estado construía sistemas de riego, carreteras y puentes para facilitarles la venta de sus productos en los mercados. La situación de muchos indígenas y pequeños agricultores fue regularizado mediante la concesión de títulos de propiedad de las tierras que utilizaban.
En 2007, el gobierno creó un "Banco para el Desarrollo Productivo" a través del cual los pequeños trabajadores y productores agrícolas pueden obtener préstamos fácilmente, con intereses bajos y con plazos de pago adaptados a los ciclos agrícolas. Como resultado de la mejora de la supervisión bancaria, los tipos de interés de los préstamos fueron reducido tres veces entre 2014 y 2019 en todas las instituciones bancarias para los pequeños y medianos productores agrícolas. Además, la ley obliga ahora a los bancos a dedicar al menos el 60 % de sus recursos a créditos productivos o a la construcción de viviendas sociales.
Con la creación de la Empresa de Apoyo a la Producción Alimentaria (Emapa), el gobierno quiso estabilizar el mercado interior de productos agrícolas comprando al mejor precio la producción de los pequeños y medianos agricultores, obligando así a las empresas agroalimentarias a ofrecerles una remuneración más justa. Según el vicepresidente Àlvaro García Linera, "al establecer las reglas del juego, el Estado está estableciendo un nuevo equilibrio que da más poder a los pequeños productores. La riqueza se redistribuye mejor para equilibrar el peso del sector agroindustrial. Esto genera estabilidad, lo que permite una economía próspera y beneficia a todos".

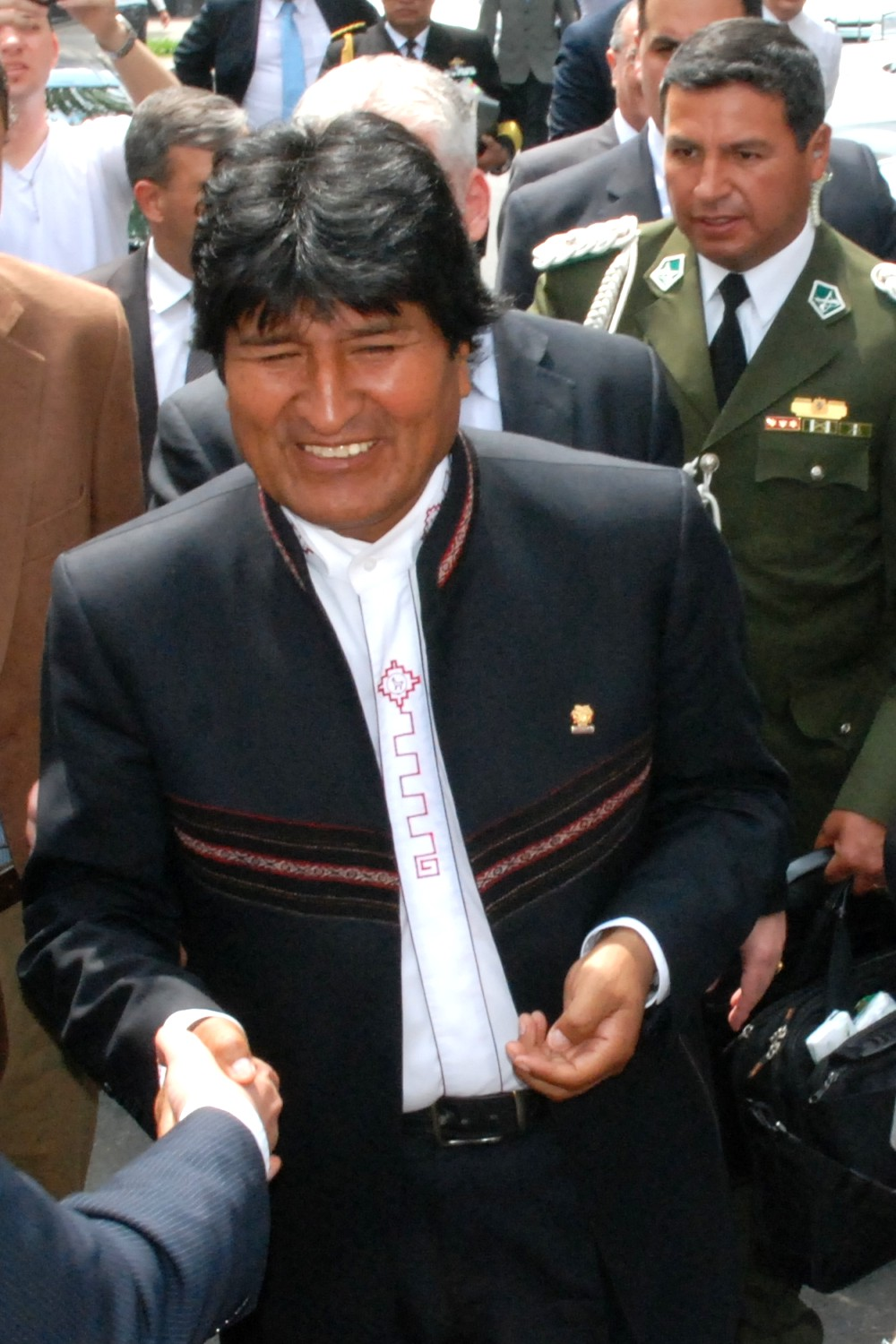
Evo Morales durante su visita a la ciudad de La Plata (Argentina), en 2013.

### Reforma constitucional
El 2 de julio se celebró el referéndum por la elección de asambleístas, donde se eligieron los 255 integrantes de una Asamblea Constituyente encargada de redactar una nueva constitución y dirimir sobre la concepción de autonomías regionales en la futura constitución. En estas elecciones el partido de Morales obtuvo una mayoría absoluta de escaño, pero no los dos tercios suficientes para aprobar la futura carta fundamental sin pactar con otras fuerzas.
Sobre la cuestión de las autonomías también ganó la alternativa impulsada por Morales del "No" con una minoría relativa de los votos, imponiéndose en cinco departamentos (Chuquisaca, La Paz, Cochabamba, Potosí y Oruro), mientras que el "Sí" ganó en los restantes cuatro departamentos (Santa Cruz, Tarija, Pando y Beni)[cita requerida].
La Asamblea Constituyente de Bolivia cumplió nueve meses antes de redactar el primer artículo de la nueva Carta Magna. Según el gobierno, esto se debió al boicot de la oposición, que tenía un bastión en Sucre, sede de la Asamblea. Morales instó a trasladar la sede a otra ciudad, donde hubieran las garantías necesarias para las reuniones, pero el poder legislativo se negó.[cita requerida]
Finalmente, fue aprobada orgánicamente el 10 de diciembre del 2007 en la ciudad de Oruro, por 164 de los 255 asambleístas constituyentes, en medio de una crisis por el desconocimiento de la oposición a la legalidad de la asamblea. Su promulgación definitiva estaba condicionada a dos referendos: uno para dirimir la controversia en torno a un grupo de artículos y otro sobre el total del texto constitucional. La oposición reclamó que las conclusiones de la constituyente habían sido desacreditadas por no haberse seguido los procedimientos legales, haberse impedido la participación de la oposición y ser redactadas por un comité en un cuartel y luego en una oficina del edificio de la Lotería Nacional
El 25 de enero de 2009 el referendo para ratificar la nueva Constitución tuvo una participación del 90,26 % de los ciudadanos inscritos para participar en él, la más alta de todas las consultas electorales celebradas en el país.
La Carta Magna fue aprobada con 2 064 397 votos, correspondientes a un 61,43 % del total. El "no" alcanzó 1 296 175 sufragios (es decir, un 38,57 %). Por su parte, los votos en blanco sumaron 1,7 % y los nulos, un 2.91 %.

#### Ley Electoral Transitoria
Luego de críticas hacia la parcialidad de la Corte Nacional Electoral y de comprobarse fallas en el padrón electoral anterior,[cita requerida] una nueva ley electoral fue aprobada en lo general. Cuando se iba a proceder al voto artículo por artículo, la oposición abandonó el recinto, rompiendo el cuórum.[cita requerida]. El Gobierno intento aprobar la ley sin tomar en cuenta las negociaciones previas entre los partidos.[cita requerida]
Morales inició un ayuno que fue secundado por varios dirigentes civiles, así como unos tres mil bolivianos en todo el país e incluso en Argentina y España. Este ayuno se prolongó hasta el día 24 de abril de 2009. Tras aceptar que se realizara un nuevo padrón electoral, la oposición volvió al diálogo en una mesa de concertación, en la que se logró un acuerdo para aprobar la Ley Electoral Transitoria (LET). El congreso aprobó una ley con más de 23 artículos cambiados a la propuesta del MAS. Se impuso un nuevo padrón electoral y se limitó el voto en el exterior. En estos puntos el gobierno de Morales tuvo que transar por la presión de la opinión pública.[cita requerida]

### Política de salud
De 2007 a 2014, según la Organización Mundial de la Salud (OMS), el presupuesto asignado a la salud aumentó en un 173 por ciento, lo que convierte a Bolivia en uno de los países sudamericanos más comprometidos con la prioridad de la salud.
La Organización Panamericana de la Salud informa en 2015 que las campañas de vacunación han eliminado o reducido significativamente la poliomielitis, la rubéola y el sarampión. En 2017, la OMS informa de que la mortalidad infantil ha disminuido en un 50 % y la desnutrición infantil en un 14 % en un decenio.
La Constitución Política de Bolivia, a través del artículo 18, establece un Sistema Único de Salud que debe ser universal, gratuito, equitativo, intra cultural, intercultural, participativo, con calidad, calidez y control social. Luego de varios años de tratamiento legislativo la Ley del Sistema Único de Salud fue sancionada en febrero de 2019. En sus primeros meses se registraron casi dos millones de personas.

### Política de educación, ciencia y tecnología
Una acción significativa emprendida por el gobierno del MAS fue la campaña de alfabetización lanzada en el primer año de legislatura. Para ello se puso en marcha la campaña «Yo sí puedo» con participación y asesoría de los Gobiernos de Cuba y Venezuela. En octubre de 2006, en una segunda fase de «Yo sí puedo» se comenzó la alfabetización en las lenguas locales, aimara y quechua en áreas rurales y urbanas.
Tras 33 meses de campaña, la iniciativa logró enseñar a leer y escribir a unas 827 000 personas, reduciendo la tasa de analfabetos en torno al 3,7 %, cifra suficiente para declarar al país como libre de analfabetismo en 2008.
En 2010 la Asamblea Legislativa Plurinacional aprobó la Ley Educativa Avelino Siñani-Elizardo Pérez que establece el derecho a recibir educación en todos los niveles de manera gratuita, laica, integral e intercultural.
En 2006 se crea el Viceministerio de Ciencia y Tecnología,
responsable de diseñar las políticas de ciencia y tecnología e impulsar la ejecución de los proyectos y coordinar el funcionamiento de los institutos y centros de investigación.
En 2009 el viceministro publica el Plan Sectorial de Ciencia y Tecnología.
En febrero de 2010 se crea la Agencia Boliviana Espacial (ABE) con el fin principal de administrar el satélite Túpac Katari,
construido por la empresa china Corporación Industrial Gran Muralla.

### Política de derechos humanos y personales

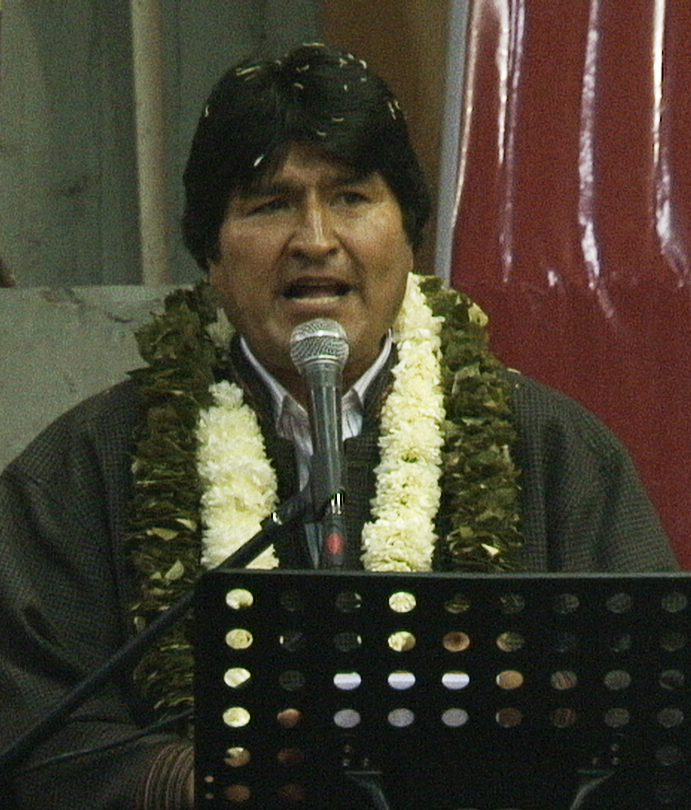
Evo Morales en el V Congreso Continental de la Coordinadora Latinoamericana de Organizaciones del Campo.

La Constitución boliviana aprobada en 2009 representa una modernización de la carta magna en cuanto a derechos civiles.Uno de los avances más importantes es el reconocimiento de los pueblos indígenas como sujetos colectivos, incoporando sus estructuras comunitarias en la organización del estado. También se consideran sus derechos a la salud y la educación respetando sus propias culturas.

#### Género y diversidad
La Constitución de 2009 es una de las primeras del mundo en prohibir expresamente la discriminación por motivos de orientación sexual o identidad de género. Sin embargo, el matrimonio entre personas del mismo sexo sigue siendo ilegal. En 2010, el Parlamento aprobó la Ley contra el racismo y todas las formas de discriminación, que prohíbe, entre otras cosas, la discriminación de las personas homosexuales por parte de empresas o individuos y permite posibles condena.
En 2016, una ley permite a las personas transgénero cambiar la indicación de su nombre y sexo en sus documentos de identidad, después de consultar con un médico, sin tener que someterse primero a una operación de reasignación de género.
La proporción de mujeres dirigentes sindicales, ministras y parlamentarias ha aumentado considerablemente. En 2017, Bolivia es el segundo país con mayor proporción de mujeres en su parlamento (52 % en la Asamblea Nacional, 47 % en el Senado).

#### Religión y libertad de culto
Morales se reconoce como cristiano de base y también practica el culto a la Madre Tierra o Pachamama.
Antes del inicio de su mandato la Iglesia Católica jugaba un papel central como mediadora en la conflictividad política y social, un papel político que Evo Morales ha cuestionado. Con frecuencia ha reprochado a la Iglesia católica su relación con la colonización y haya acompañado con la cruz "la dominación y sometimiento" de indios del continente durante la conquista española, acusa a la jerarquía eclesiástica de interferir en el debate político y considera que "el Estado laico es la mejor garantía de la democracia religiosa".
En 2006 Evo Morales defendió la posibilidad de que en las escuelas los estudiantes pudieran elegir la religión o culto para estudiar, rompiendo la supremacía del catolicismo en el país lo que generó una de sus primeras disputas como mandatario con la jerarquía eclesiástica.
En 2009 se promulgó la Constitución del Estado Plurinacional de Bolivia en la que el catolicismo dejó de ser el culto oficial del país, declarando que el Estado es "independiente de la religión" y garantizando la libertad de todas las creencias.

### Política ambiental
Uno de los dilemas que enfrentó la administración de Morales radicó en el deseo de expandir las industrias extractivas para obtener recursos que permitan financiar los programas sociales y la creación de empleo, y por otro lado proteger el medio ambiente de la polución causada por estas industrias.
Aunque el gobierno profesa un ethos ambientalista, expandiendo el monitoreo ambiental y convirtiéndose en líder del voluntariado Forest Stewardship Council, Bolivia sigue siendo testigo de la rápida desforestación para la agricultura y tala ilegal.
Es usual que los discursos de Morales hagan referencias a la Madre Tierra y critique los perjuicios que las naciones industrializadas le han infligido al medio ambiente. En abril de 2011 solicitó a la ONU que le otorgue a los derechos de la madre Tierra el mismo estatuto e importancia que esta le otorga a los derechos humanos.
En 2010 la política ambiental del gobierno de Morales fue criticada por la revista Time
y el diario británico The Guardian,
y un sector de la población boliviana a causa del caso del TIPNIS (territorio indígena y parque nacional Isiboro-Secure). Esta es una zona de gran belleza natural y un área protegida, en el centro de Bolivia, en donde Morales planeaba construir una carretera que afectaría el medio ambiente y, según analistas, perjudicaría a una tribu indígena que habita en la región.
Cuando la periodista Amy Goodman, del programa radial Democracy Now!, le preguntó en abril de 2010 sobre los peligros de impulsar la economía boliviana en los hidrocarburos, una actividad potencialmente contaminante, Morales le contestó: «Esas fundaciones, oenegés, dijeron: “Amazonía sin petróleo”. Entonces que me digan que yo voy a tapar pozos de petróleo, pozos de gas. Entonces Bolivia ¿de qué va a vivir? Seamos realistas».
En agosto de 2010 la región central de Bolivia sufrió una ola de incendios forestales provocados por el «chaqueo» (la práctica, muy arraigada entre los indígenas, de incendiar la vegetación con el fin de obtener tierras para la agricultura). Ante los pedidos de numerosas ONG de acabar con esa práctica Morales defendió los incendios intencionales, alegando que eran una práctica tradicional de los indígenas y que los verdaderos culpables de los incendios forestales en Bolivia eran los países desarrollados.
Morales autorizó, mediante un decreto, el cultivo de soja genéticamente modificada.[cita requerida]

#### Protestas por el TIPNIS y represión policial
Las protestas bolivianas de 2011 o protestas por el TIPNIS fueron una serie de manifestaciones, principalmente de pueblos indígenas, que se opusieron a la construcción de la carretera Villa Tunari - San Ignacio de Moxos, oficialmente la Ruta 24, a través del Territorio indígena y parque nacional Isiboro-Sécure (TIPNIS), hogar de 12.000 habitantes indígenas chimane, yuracaré, y mojeño-trinitario. La subcentral TIPNIS, la Confederación de Pueblos Indígenas de Bolivia (CIDOB) y la confederación indígena de las tierras altas CONAMAQ, apoyadas por otros grupos indígenas y ambientalistas, organizaron una marcha desde Trinidad, en el departamento del Beni, hasta la sede de gobierno, La Paz, en oposición al proyecto. Esta comenzó el 15 de agosto de 2011 y duró más de 60 días, siendo una de las mayores derrotas políticas que sufrió el gobierno de Evo Morales.
El proyecto de la carretera fue impulsado por el gobierno, durante la presidencia de Evo Morales. Durante las protestas, las indígenas de las tierras bajas retuvieron brevemente al Ministro de Relaciones Exteriores, David Choquehuanca, para pasar a través de un control policial. La ministra de Defensa, María Chacón Rendón, dimitió posteriormente como consecuencia de la violenta represión de las protestas del 24 de septiembre que causó cuatro muertes. Debido a la reacción adversa a la represión gubernamental, el ministro del Interior, Sacha Llorenti, también dimitió. El 19 de octubre, la marcha de protesta llegó a la sede de gobierno del país, La Paz, en medio de la bienvenida de la población local y del Ministro de Información, mientras los servicios de seguridad eran retirados de sus puestos de guardia en el palacio presidencial. Las protestas se realizaron en La Paz, Cochabamba, Santa Cruz de la Sierra, Yucumo, Rurrenabaque, San Antonio, El Alto y Trinidad.
En abril de 2012 comenzó una nueva ronda de marchas de protesta contra el continuo apoyo de Morales al proyecto.

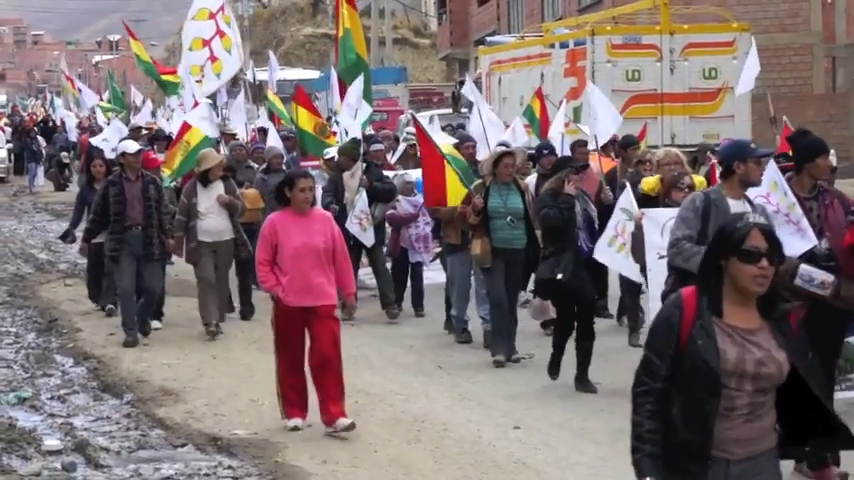
Protestas contra la construcción de una carretera en medio del territorio indígena y parque nacional Isiboro-Sécure

A pesar de que Morales siempre dijo respetar la voluntad de los pueblos indígenas, y haberles consultado en cualquier iniciativa que habría podido afectarlos, en junio de 2011, en un discurso en la ciudad de Sacaba, refiriéndose a la tribu indígena que se hubiese visto afectada por la construcción de la carretera, Morales les dijo: «Quieran o no quieran, vamos a construir el camino».

#### Incendios de la Chiquitania y Amazonía Boliviana

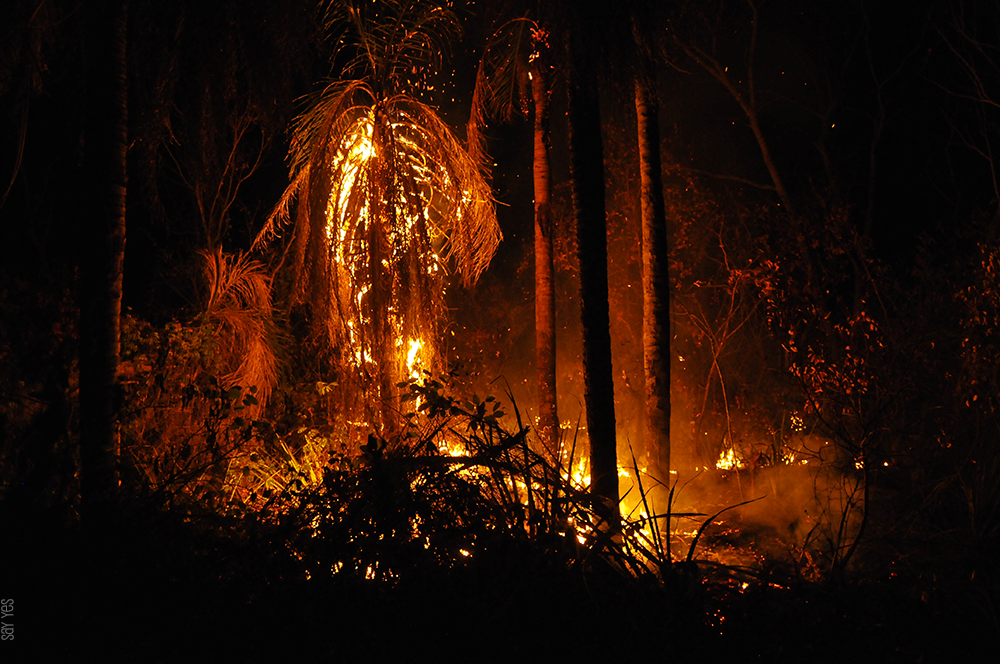
Situación del incendio el 1 de septiembre en Charagua.

En 2019, el presidente Evo Morales legalizó el desmonte a través de la de Ley 741 que autoriza el desmonte con el propósito de expandir la frontera agrícola y el decreto supremo 3973 que autoriza la quema controlada.
Un mes después se produjeron devastadores incendios en la región de la Chiquitania (departamento de Santa Cruz). En agosto de 2019, el presidente Morales negó de manera rotunda la asistencia internacional para sofocar los incendios generados en la Chiquitania.[cita requerida]
Bomberos voluntarios y autoridades locales descubrieron que las áreas afectadas por el incendio estaban siendo repartidas entre migrantes campesinos afines al gobierno.
Otras denuncias también fueron presentadas por los voluntarios al ver que comunarios se daban la tarea de volver a provocar incendios en áreas controladas, declarando tener autorización expresa del gobierno para desarrollar estas tareas.
Según la Fundación Amigos de la Naturaleza (FAN), para fines de septiembre de 2019 la Chiquitanía había perdido 39 000 km², que representa un 73 % de sus tierras.

### Política de comunicación y medios
El 10 de julio de 2011, el congreso boliviano, donde el partido de Evo Morales tiene amplia mayoría, aprobó la Ley de Telecomunicaciones, Tecnologías de Información y Comunicación. La nueva legislación otorga el 33 % de las licencias al Estado, el 17 % a organizaciones comunitarias, un 17 % a organizaciones indígenas y el 33 % restante al sector privado. La nueva ley también autoriza escuchas telefónicas en casos de crisis nacional.
En respuesta a la ley, numerosos medios de comunicación de masas han expresado gran preocupación por lo que señalan como una maniobra de Morales por "acaparar los medios de comunicación".
En septiembre de 2018, luego del referéndum sobre la reelección, miembros del oficialismo sostuvieron que existió una campaña basada en noticias falsas (fake news) en las redes sociales con el objetivo de perjudicar a Morales.
Un asambleísta del MAS propuso una regulación que impusiera sanciones a quienes divulguen noticias falsas.

### Política de defensa y seguridad
El Plan Nacional de Desarrollo 2006-2010 realizaba una evaluación negativa del sistema de seguridad civil y de defensa nacional boliviano,
que el gobierno de Morales proponía revertir mediante un plan que implicaba el establecimiento de un nuevo marco normativo, el rediseño del sistema de fuerzas y el fortalecimiento de las capacidades operacionales.
Al iniciar su mandato anunció su intención de llevar ante los tribunales a su predecesor, Eduardo Rodríguez Veltzé, y al entonces ministro de Defensa, Gonzalo Méndez Gutiérrez, acusándolos de traición a la Patria, por haber transferido 28 misiles tierra-aire MHN-5 de fabricación china, que se encontraban en los arsenales bolivianos, a Estados Unidos, para ser "desactivados".
Las Fuerzas Armadas fueron rediseñadas, creando siete Comandos Conjuntos que dividen el territorio nacional en áreas geoestratégicas.
Además las FFAA participaron de tareas sociales como los planes de alfabetización, la distribución de planes sociales, la construcción y mantenimiento de infraestructura en zona rural y el apoyo a campañas de salud. Se impulsaron programas de equipamiento y adquisición de material para las Fuerzas Armadas.
Además, volvió a funcionar la Fábrica Bolivana de Munición.
El presupuesto de las FFAA creció el 100 % entre 2005 y 2014, pasando de 1176 millones de bolivianos a 2177 millones.

### Política exterior

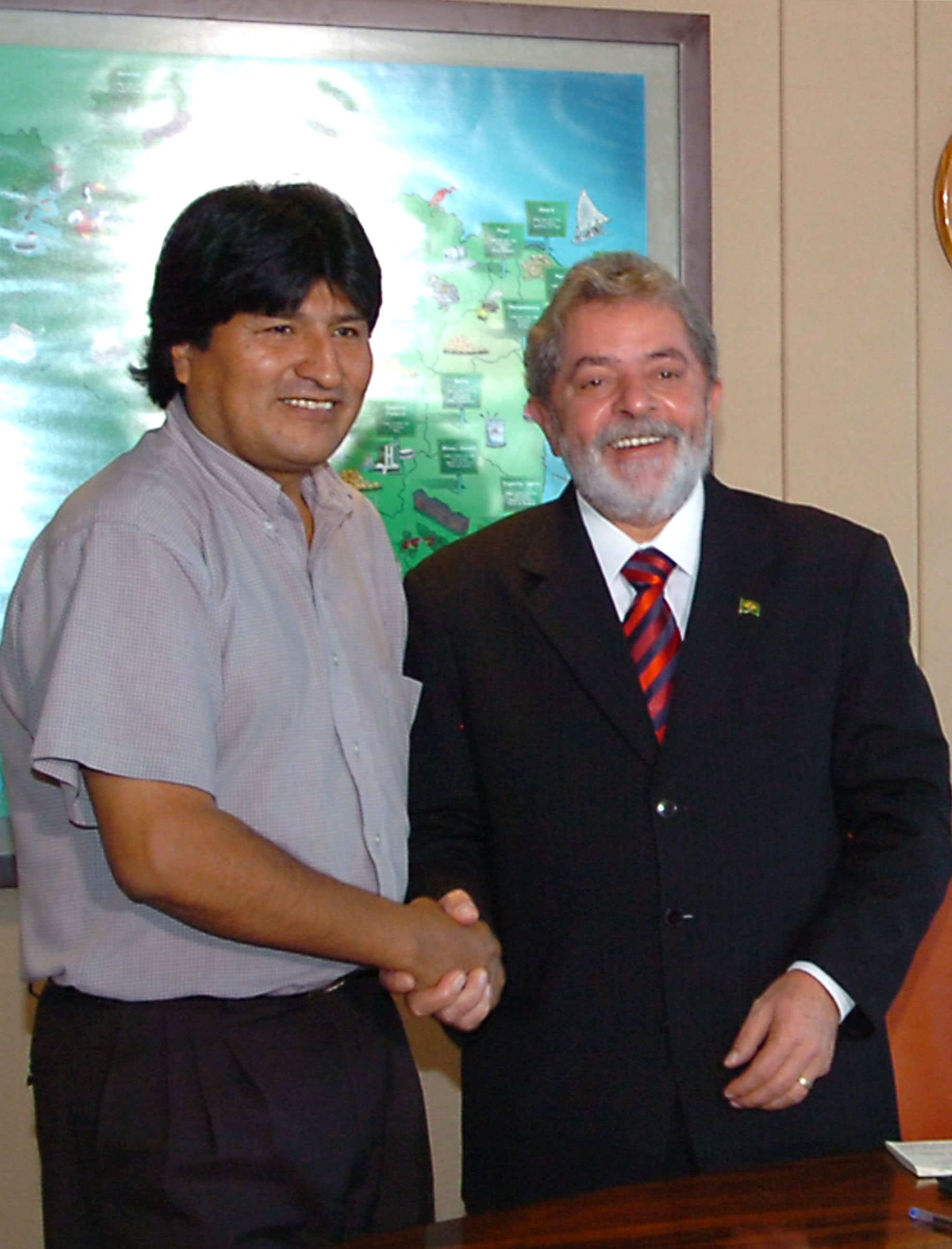
Evo Morales en 2006 con su homólogo brasileño Lula da Silva.

Morales declaró en un principio su apoyo a las políticas de los presidentes de América Latina como Fidel Castro, Luiz Inácio Lula da Silva, Néstor Kirchner, Cristina Fernández de Kirchner y en especial del presidente venezolano Hugo Chávez. Morales, siendo presidente electo, pero antes de asumir como primer mandatario boliviano, hizo una gira por distintos países que cosechó gran atención mediática. Desde el 30 de diciembre y por el término de quince días visitó Cuba, Venezuela, España, Francia, Holanda, Bélgica, China, Sudáfrica y Brasil para entrevistarse con distintos mandatarios, funcionarios y personalidades buscando apoyo político y económico para sus planes de transformación de la economía boliviana. Antes de emprender camino a Europa recibió el apoyo de sus homólogos cubano y venezolano, Castro y Chávez, con quienes firmó convenios de colaboración, que incluían la entrada a Bolivia de médicos cubanos y personal petrolero venezolano calificado.
Morales criticó vehementemente los tratados de libre comercio firmados por los gobiernos de Perú y Colombia con Estados Unidos, y apoyó al gobierno de Venezuela en su salida de la Comunidad Andina. En mayo de 2006 Morales asistió a la cumbre de los jefes de Estados de América Latina-Unión Europea en donde buscó apoyo para eliminar de la categoría de "ilícito" a la hoja de coca asegurando que no debe confundirse con la cocaína, y además reforzar aún más la presencia internacional de su país.
En relación con el conflicto árabe-israelí, la posición del Gobierno de Evo Morales, producto de la confrontación que este y otros gobiernos de tendencias similares mantienen con Estados Unidos, es de apoyo prácticamente irrestricto hacia los distintos gobiernos árabes o musulmanes de la zona en sus conflictos con Israel ―un aliado estratégico de Estados Unidos en la zona―, llegando incluso a definir al presidente de Irán, Mahmud Ahmadineyad, muy cuestionado por la situación de los derechos humanos en su país,
como «compañero revolucionario y hermano».

### Conflictos

#### Referéndum revocatorio
El 10 de agosto de 2008, Morales fue sometido a un referéndum revocatorio junto con ocho prefectos estatales y ratificado en su cargo al obtener el 67 % de los votos (véase Referéndum revocatorio de Bolivia de 2008).

#### Presunto atentado contra su vida
El 16 de abril de 2009, el gobierno anunció que desbarató un complot para asesinar al presidente, tramado por una célula de extrema derecha con sede en la oriental ciudad de Santa Cruz. Ese día, un grupo comando del ejército boliviano ingresó al Hotel Las Américas y, según la versión gubernamental, se produjo un tiroteo con los terroristas, en el que resultaron muertos Eduardo Rosza Flores (de doble nacionalidad boliviano-húngaro), Michael Dwyer (irlandés) y Arpad Magyarosi (rumano), en tanto que fueron apresados Elod Toaso (húngaro) y Mario Tadic (croata).
Con el paso del tiempo han surgido numerosas dudas sobre la versión oficial, atribuidas por parte de los estamentos oficiales a los propios implicados, acusándolos de dilatamiento y retardación voluntaria del proceso ya que se registraron más de 200 incidentes planteados por la defensa de los acusados.
Sin embargo, cuando el cadáver de Michael Dwyer fue repatriado a Irlanda, sus familiares solicitaron una autopsia. La médica forense designada por el gobierno de Irlanda, Marie Cassidy, tras examinar el cuerpo, llegó a la conclusión de que Dwyer murió de un balazo en el corazón, y que en el momento del disparo, este se encontraba acostado o de rodillas, pudiendo concluirse que fue ejecutado.
La justicia boliviana ya dio sentencia a algunos implicados en este proceso, los cuales se sometieron a juicio abreviado aceptando las acusaciones.

#### Retención en Viena
El 2 de julio de 2013, su avión presidencial fue obligado a un aterrizaje en Austria porque las autoridades querían requisarlo, para corroborar si llevaba a bordo a Edward Snowden desde Rusia. Snowden tenía una orden de captura por parte de las autoridades estadounidenses, por haber revelado detalles del programa de vigilancia global PRISM. Después de 13 horas, en que no hallaron a nadie, le permitieron seguir.
La mayoría de los presidentes de los países latinoamericanos repudiaron el hecho que, dijeron, "viola el derecho internacional". UNASUR emitió un comunicado, donde expresaba su solidaridad con el gobierno boliviano y manifestaba su "indignación y profundo rechazo" por el hecho, demandando además su esclarecimiento.
Asimismo, fue convocada una reunión de urgencia de UNASUR el día 4 de julio.
en Cochabamba.

#### Controversia por segunda reelección
La Constitución sancionada en 2009 establece un límite de dos períodos para el cargo de presidente, con lo que el mandato de Morales que finalizaba en enero de 2015 debía ser el último. Sin embargo, en abril de 2013, la Corte Suprema dictó que el primer período del presidente Evo Morales no contaba bajo los límites de períodos constitucionales, ya que la Carta Magna había sido reformada. La candidatura de Morales fue oficializada en el Séptimo Congreso General del MAS en octubre de 2013.

#### Referéndum sobre tercera reelección
El 21 de febrero del 2016 se realizó un referéndum para reformar el artículo 168 de la Constitución Política del Estado, el cual permite solo una reelección de un presidente y vicepresidente, cuyas opciones eran "Sí" y "No": Los resultados fueron a favor del "No", por lo cual no hubo tal reforma. Dicha jornada se conoce como 21F.
Unos días antes de realizarse el referéndum, el periodista boliviano Carlos Valverde denunció a Evo Morales por tráfico de influencias.
Según Evo Morales y sus seguidores, esa denuncia influyó en los resultados del 21F, por lo cual consideraron manipulados a los mismos, llamando al día 21 de febrero como "21F día de la mentira".
El 19 de septiembre Asambleístas del Movimiento Al Socialismo (MAS) presentaron un recurso abstracto de inconstitucionalidad argumentando que las limitantes para una eventual repostulación se contraponen al pacto de San José de Costa Rica. A la iniciativa se sumaron unas 30 organizaciones sociales. El 28 de noviembre de 2017 el Tribunal Constitucional Plurinacional (TCP), por decisión unánime, habilitó la repostulación de Evo Morales y Álvaro García Linera para los siguientes comicios nacionales (de 2019) basándose en la prevalencia de convenios internacionales sobre la Constitución Política del Estado. La medida incluye a gobernadores, alcaldes, asambleístas y concejales.

#### Acusación y protestas por supuesto fraude electoral

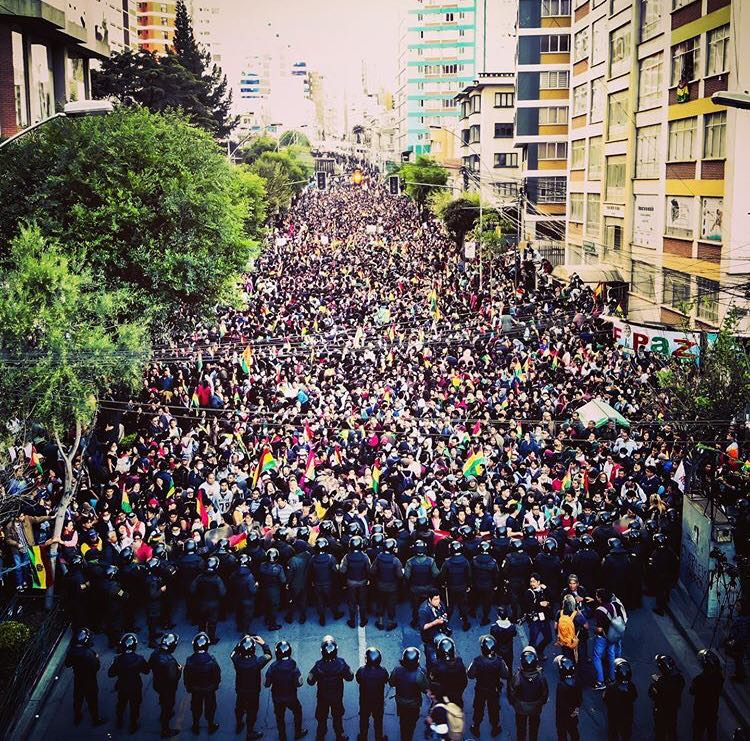
Manifestaciones en La Paz en contra el fraude electoral y el gobierno de Evo Morales.

El 20 de octubre de 2019 se celebró la primera ronda de votación para todos los cargos gubernamentales. En un clima de normalidad, los dos recuentos establecidos mostraron que Morales lideraba en menos de 10 puntos porcentuales (lo que lo llevaría a una segunda vuelta electoral) hasta las 7:40 p. m. hora local. En ese momento se detuvieron las actualizaciones. A las 9:25 p. m., sin actualizaciones, el presidente Morales se declaró el ganador, lo que levantó sospechas en todos los organismos internacionales que actuaban de veedores, especialmente la Organización De Estados Americanos (OEA), por lo que se solicitó una auditoría que comenzó el 31 de octubre, a cargo de la OEA y observada por España, México y Paraguay.
La oposición boliviana publicó un informe con irregularidades tales como adiciones erróneas de actos electorales, intercambio de datos y actos electorales más votos que los votantes registrados. A medida que el malestar popular fue en aumento empezaron diversos actos de hostigamiento frente al hotel ex-Radisson de La Paz, que incluso afectaron a miembros de la Defensoría del Pueblo cuando acudieron a mediar. Hasta la Central Obrera Boliviana (COB), la mayor entidad sindical del país y aliada del Gobierno, también le pidió a Morales «renunciar, si es necesario» para pacificar al país.

#### Caída de helicóptero
El lunes 4 de noviembre de 2019,
a las 12:48 hora local,
el helicóptero EC-145
que trasladaba a Evo Morales desde Colquiri hacia Oruro
sufrió un percance que la Fuerza Aérea Boliviana atribuyó a una falla mecánica.
El piloto tuvo que maniobrar un aterrizaje de emergencia atribuido a una falla en el rotor de la cola.
Ya asilado en México, Morales atribuyó responsabilidad de este percance al comandante Jorge Terceros.
Morales se había trasladado a inaugurar una vía que une Caracollo con Colquiri,
en el sur del país.
El 23 de noviembre, la Fuerza Aérea Boliviana rechazó la versión de Morales.

#### Renuncia y ofrecimiento de asilo
El 10 de noviembre de 2019, tras la publicación de un crítico informe por parte de la OEA sobre los comicios,
Evo Morales declaró la renovación de vocales del Tribunal Supremo Electoral y convocatoria a nuevas elecciones nacionales.
En un contexto de protestas, presión social
y acusaciones de fraude en las elecciones generales del 20 de octubre―, las Fuerzas Armadas bolivianas, y la policía le sugirieron que renunciara a la presidencia.
El jefe del Ejército, Williams Kaliman, había pedido horas antes su dimisión:

Después de analizar la situación conflictiva interna, sugerimos al presidente del Estado que renuncie a su mandato presidencial, permitiendo la pacificación y el mantenimiento de la estabilidad por el bien de nuestra Bolivia.
Williams Kalimán, jefe del Ejército

Ese domingo 10 de noviembre, Evo Morales anunció su renuncia al cargo de presidente de Bolivia.

Estamos renunciando para que nuestros hermanos humildes dejen de ser pateados, para que las familias pobres, humillados... No queremos que haya enfrentamientos. Hemos decidido renunciar a nuestro triunfo para que haya elecciones, todo por Bolivia, todo por la Patria.

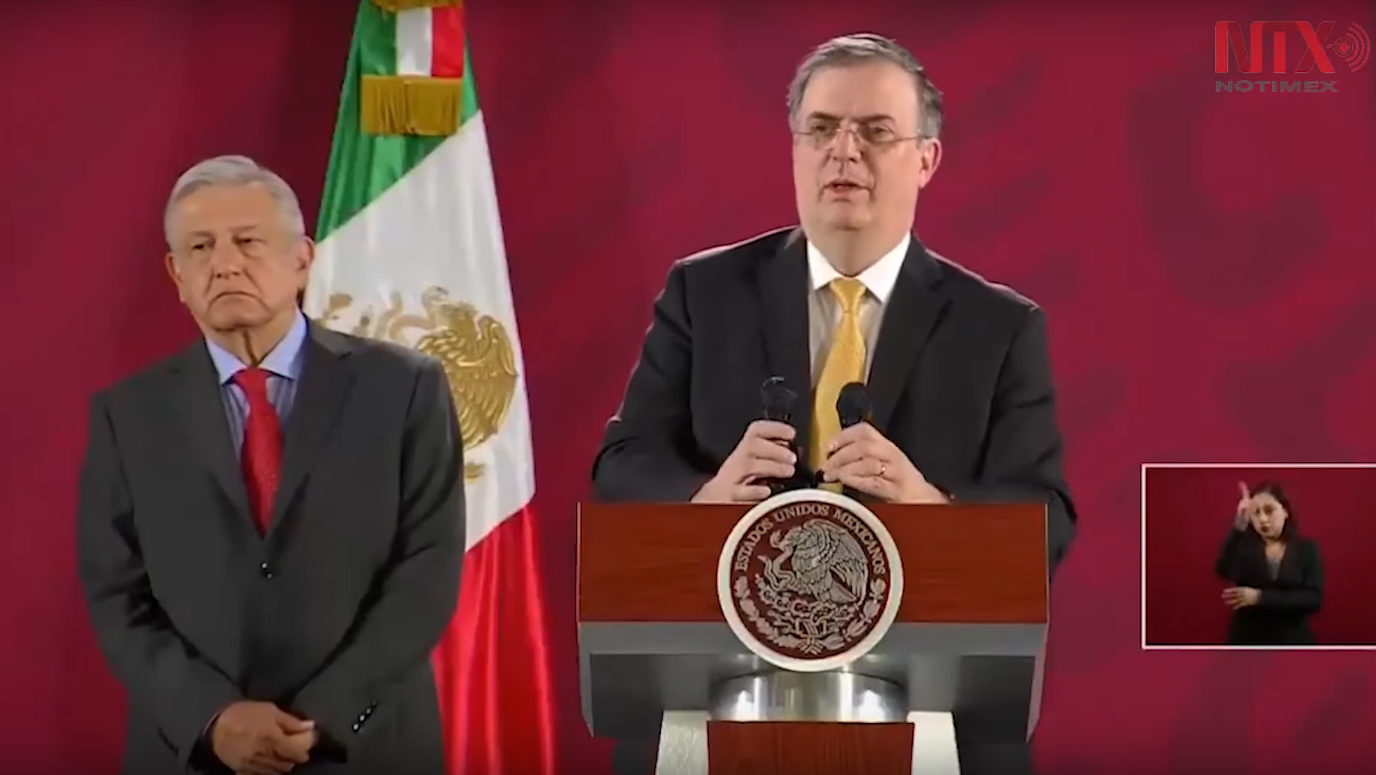
El canciller mexicano Marcelo Ebrard y el presidente Andrés Manuel López Obrador anuncian la llegada de Evo Morales a México por asilo político.

Ese mismo día, el canciller mexicano Marcelo Ebrard le ofreció asilo político a Morales «de conformidad a su tradición de asilo y no intervención».

Para mí es un golpe de Estado sin vueltas, no hay que darle mucha vuelta, porque hay ultimátum del ejército y la policía está acuartelada y punto; ¿y cómo se llama eso? Después decir que la causa fue eventualmente el fraude, y esto y lo otro, ¿cómo demostrarlo si se habían incendiado una cantidad de mesas y; segundo, qué sentido tiene si cuando se anunció un nuevo evento electoral, la maquinaria golpista no se detuvo? ¿Qué tiene que ver la represión que se hizo sobre casas, familiares, a la vista y consideración de los cuerpos armados de Bolivia? Es evidente que hay un golpe de Estado.
Pepe Mujica (expresidente de Uruguay), el 15 de noviembre de 2019

Tras la asunción de Alberto Fernández como presidente de Argentina, el 10 de diciembre de 2019, se comenzó a especular con la idea de que Morales se trasladara a ese país. Esto se concretó el 13 de diciembre de 2019, cuando Morales arribó al país donde permaneció en calidad de refugiado político,
hasta el 11 de noviembre de 2020, un día después de que el nuevo presidente constitucional de Bolivia asumiera su cargo.
El 2 de octubre de 2024, fue revocado oficialmente su estatus de refugiado político en Argentina, anunciada la medida por X por el vocero presidencial argentino Manuel Adorni, y respaldada por el ministro de Justicia Mariano Cúneo-Libarona que dijo: «Revocamos el estatus de refugiado otorgado al intento de dictador socialista Evo Morales. Este Gobierno de ninguna manera utilizará los recursos de los argentinos para proteger a criminales, terroristas o autoritarios».

## Trayectoria deportiva

### Como jugador
Morales hizo su debut oficial como futbolista con el Club Social y Deportivo Litoral, por la primera jornada del torneo de la Asociación de Fútbol de La Paz,
el 26 de abril de 2008, ante Municipal, con victoria de su equipo 4-1, Morales disputó 37 minutos del encuentro.

### Dirigente deportivo
Evo Morales asumió la presidencia del Club Atlético Palmaflor el 19 de enero de 2023, tras la compra del equipo por parte de las seis federaciones de cocaleros.

## Controversias

### Conflicto con la Iglesia católica
Según denuncias de órganos de prensa católicos, el presidente Morales se ha manifestado abiertamente en contra de la jerarquía eclesiástica boliviana en discursos públicos:

El presidente de Bolivia, Evo Morales, dijo … en el contexto del Foro Social Mundial que la Iglesia católica en Bolivia es la «principal enemiga» de las reformas que su gobierno quiere implementar en su país y, dijo que era necesario reemplazarla

El ataque del presidente boliviano a la Iglesia se suma a otro que realizó … en La Paz ante la prensa extranjera, cuando acusó a la Iglesia de tratar de impedir la victoria del Sí al proyecto de Constitución, que fue aprobada en el referéndum celebrado.

En conmemoración del bicentenario de independencia de La Paz … el presidente Evo Morales hacia duras críticas a la Iglesia católica, acusó a los «jerarcas de la Iglesia» de ser «instrumentos del imperio».

Morales se ha declarado públicamente «católico de base» señalando que su desacuerdo solo va con la jerarquía eclesiástica de Bolivia. Morales es también criticado por sectores laicistas que le acusan de "haber reemplazado la iglesia católica por el pachamismo" en detrimento de la laicidad que propugna la constitución de Bolivia.
Uno de los momentos más tensos tuvo lugar en el 2008, cuando el cardenal Julio Terrazas apoyó públicamente una rebelión autonomista de los departamentos más ricos del país, dirigidos entonces por la oposición de derecha.[cita requerida] En mayo de 2010 se reunió con Benedicto XVI en Ciudad del Vaticano. En la rueda de prensa posterior reclamó la democratización de las estructuras de la iglesia, pidiendo al papa abolir el celibato y aprobar el acceso de la mujer al sacerdocio.
Desde la llegada del papa Francisco, Morales ha expresado en varias veces admiración personal a este, quien también refirió la admiración que siente por el mandatario boliviano de forma privada en 2013 en ocasión de la misa que reunió a más de tres millones de personas realizada en Río de Janeiro.
En julio de 2015 el papa visitó Bolivia. Entre sus mensajes pidió perdón por los crímenes contra indígenas durante la conquista.
«Tengo enormes coincidencias sobre el capitalismo, sobre la Madre Tierra, la Justicia Social. Por eso desde el momento en que lo conocí en Brasil, hace dos años, dije: 'ahora sí tengo papa'»
Declaró Evo Morales en abril de 2016 cuando lo encontró esta vez el Vaticano. En esta visita Morales regaló al papa Francisco un "crucifijo comunista" tallado a mano por el sacerdote jesuita Luis Espinal, asesinado en 1980 en Bolivia.

### Denuncias de persecución política

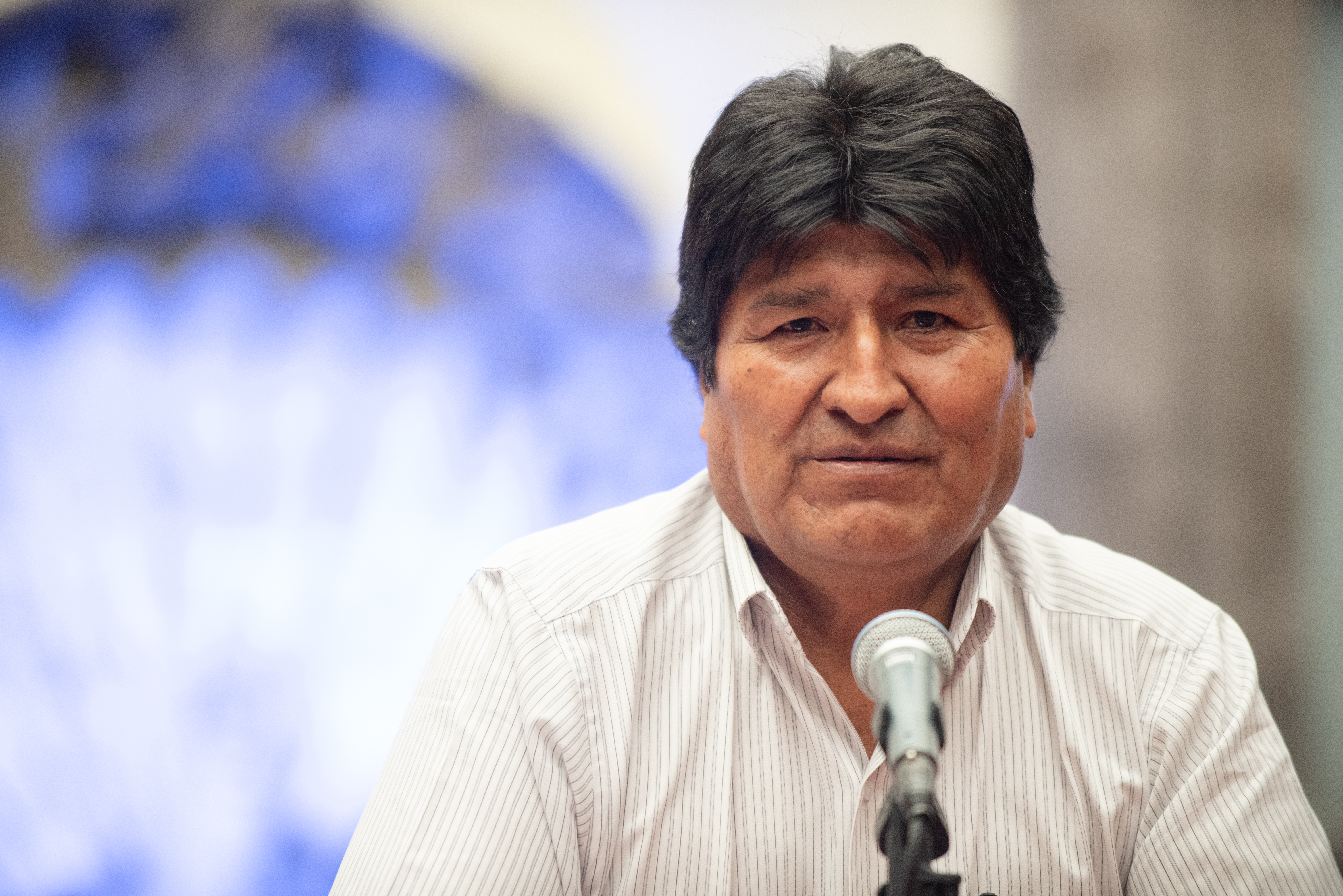
Evo Morales durante una conferencia de prensa en la Ciudad de México durante su exilio en ese país.

Personajes de la oposición con procesos judiciales, mayormente relacionados con corrupción, han denunciado en diversas ocasiones haber sido objeto de lo que han calificado como "persecución política" por parte del gobierno.
El gobierno afirma que todos los procesos tienen base en los marcos jurídicos correspondientes y llevados a cabo por las institucionalidad pertinente, calificando estas aseveraciones de la oposición como falsas.
Evo Morales reveló en 2018 que en una oportunidad ordenó el arresto por dos días de integrantes de la banda de la Escuela de Sargentos de Cochabamba, debido a que sí tocaban la "diana" (tonada de celebración) cuando su comandante anotaba un gol y no cuando él lo hacía.

### Controversias en medios de comunicación
En julio de 2012 la revista brasileña Veja, denunció en el reportaje «Bolivia, república de la cocaína»
la supuesta conexión directa del ministro de la Presidencia Juan Ramón Quintana y la ex miss de Bolivia Jessica Jordan con un traficante brasileño encarcelado por tráfico de estupefacientes mencionando el documento Apreensão de Fugitivo Internacional firmado con el seudónimo Carlos. El artículo denunciaba la presencia de narcotraficantes en Bolivia, se preguntaba el grado de conocimiento que Evo Morales de la situación, señalando datos de Naciones Unidas sobre los excedentes del cultivo de coca en Bolivia.
En otro reportaje en septiembre de 2013 se identificó al embajador de Bolivia en Brasil, Jerjes Justiniano como el representante del narcotráfico en ese país. En octubre de 2013 el gobierno boliviano pidió una rectificación a través de una carta con carácter notarial.
En 2015 la misma revista publicó un nuevo reportaje relacionando el entorno de Morales con supuestas conexiones con el narcotráfico.
En 2013 en una entrevista en la CNN en Español realizada en Bolivia por el periodista cubano residente en Estados Unidos Ismael Cala Morales denunció que era sistemáticamente humillado y tergiversado por los medios de comunicación estadounidenses y acusó al periodista de representar al sistema capitalista y no a los pueblos generando un momento de especial tensión en la emisión
Ismael Cala días después comentó en el programa Oppenheimer presenta en CNN donde fue invitado para presentar un libro sobre su historia que se sintió muy ofendido por la actitud del mandatario añadiendo que siempre le toca lidiar con gente difícil.
Los medios de comunicación han destacado y ampliado algunos errores cometidos por Evo Morales en sus discursos, entre ellos la afirmación de que los indígenas de la meseta altiplánica habían luchado contra el imperio romano,
o sobre las hormonas femeninas del pollo y cómo su consumo de pollo podría derivar en desviaciones.

### Vestuario

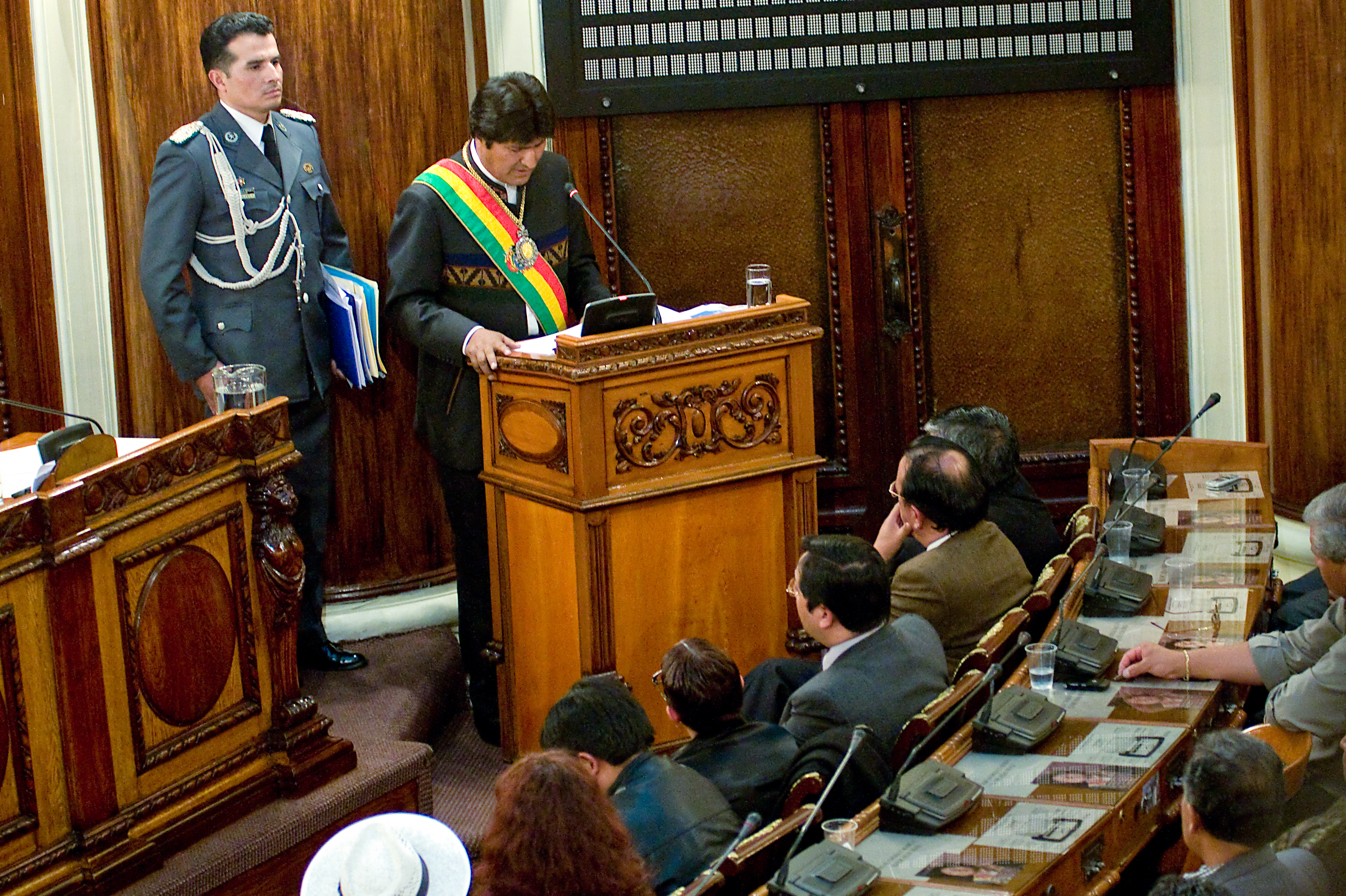
Vestimenta habitual con motivos indígenas utilizada en la ceremonia de investidura presidencial.

La ruptura del protocolo en su vestuario generó al inicio de su mandato el debate. En el acto de jura como presidente en 2006 rompió el protocolo y costumbres de muchos años al vestir una chaqueta con motivos andinos, sin solapas y sin portar la "tradicional corbata".
Fue un gesto especialmente comentado por los medios de comunicación la utilización de la chompa en su encuentro con el rey Juan Carlos', con el presidente del gobierno español, José Luis Rodríguez Zapatero', con los empresarios y con los especialistas en política internacional durante su visita a España en enero de 2006.
La sencillez de la prenda fue interpretada por algunos como un gesto de desconocimiento del protocolo y por otros como un gesto de coherencia con la personalidad del mandatario, el uso de la prenda produjo señales de simpatía en distintos sectores. La BBC publicó un reportaje sobre utilización de chompas de lana de alpaca en eventos oficiales titulado: "la nueva moda: el suéter de Evo".

### Caso Gabriela Zapata
Tras una denuncia acerca de tráfico de influencias, en abril de 2016, Evo Morales se realiza un examen de ADN para verificar si es o no el padre de un hijo con su expareja Gabriela Zapata (Caso Zapata). La justicia determinó que el menor nunca existió y se abrió un caso de trata de menores que condenó a allegados de la expareja del presidente Zapata, por último, se retractó de sus afirmaciones y acusó a políticos opositores de usarla para desprestigiar a Evo Morales.

### Denuncia de estupro de 2020
En agosto de 2020, Morales fue denunciado por el Viceministerio de Transparencia en el gobierno de Áñez, luego de recibir una denuncia anónima de una joven, de la que tuvo una «relación sentimental con Juan Evo Morales Ayma y habría quedado embarazada, cuando tenía 15 años y cinco meses».
La entonces presidenta Áñez mencionó que «son dos casos de pedofilia y que avergüenzan al país».
Con el retorno del MAS al poder en noviembre de 2020, el caso no prosperó.

### Persona no grata y posterior prohibición de ingreso en el Perú
En noviembre de 2021, la Comisión de Relaciones Exteriores del Congreso del Perú declaró a Evo Morales como persona no grata por «su negativo activismo político en el Perú». En las consideraciones de un pronunciamiento de la comisión exponen que, desde julio de ese año, Evo Morales realizó reuniones proselitistas en el Perú y que «brinda declaraciones ingratas que advierten de una agenda política de acuerdo a los intereses extranjeros».
Morales respondió a la declaración, al decir que las personas que aprobaron la medida «no sean parte del racismo».
En enero de 2023, el gobierno peruano anunció la prohibición de ingreso al país a nueve ciudadanos bolivianos, entre ellos a Morales, por su reiterada «injerencia en las protestas sociales» que se suscitan en el Perú.

### Denuncia de trata de personas y estupro de 2024
El 10 de septiembre de 2024 se citó a Evo Morales a declarar en Tarija, donde se investiga un caso en su contra por trata de personas y estupro con una menor de edad. El 26 de septiembre la fiscalía departamental de Tarija ordenó la aprehensión de Morales por no presentarse a declarar. El mandamiento de aprehensión fue anulado tras la concesión de una acción de libertad a favor de Morales, dictada por una jueza de Santa Cruz de la Sierra a solicitud de su defensa legal. El 3 de octubre, fiscal de Tarija denunció que el entonces fiscal general de Bolivia, Juan Lanchipa, la apartó de su cargo y detuvo la ejecución de una orden de aprehensión contra Morales que ella había emitido. Sin embargo, días más tarde, la fiscal fue restituida en sus funciones dentro en la Fiscalía y Lanchipa presentó su renuncia al cargo de fiscal general.
Debido a la orden de aprehensión, Morales se encuentra atrincherado en la provincia del Chapare, en el centro del país. Dirigentes sociales afines a Morales declararon a medios locales que el exmandatario cuenta con protección brindada por una “seguridad de élite” y con vigilias organizadas por campesinos. El 19 de diciembre, el viceministro de Seguridad Ciudadana informó la activación de una alerta migratoria contra Morales, en el contexto del proceso judicial en su contra.

## Regreso del exilio
Tras casi un año en el exilio, Evo Morales regresó a Bolivia junto con Álvaro García Linera el 9 de noviembre de 2020, donde ingresaron por Villazón, desde La Quiaca (Argentina); acompañado del presidente argentino Alberto Fernández, quien se despidió de él en la frontera.
Recorrieron un viaje de 1200 kilómetros, el cual empezó en Villazón, luego recorrieron diferentes poblados de Potosí, Oruro y Cochabamba; pasaron por su pueblo natal Orinoca, acompañado por una caravana aproximado de 800 vehículos, hasta llegar finalmente a Chimoré el 11 de noviembre de 2020, el mismo día que salió del país.
El 15 de diciembre de ese año, Morales participó en una reunión del MAS para nominar un candidato a gobernador de Santa Cruz. Aunque Morales inicialmente apoyó al exalcalde de Warnes, Mario Cronenbold, retiró su apoyo cuando Cronebold hizo declaraciones a favor de no procesar a Luis Fernando Camacho, un activista que destacó en la crisis política y derivo de su renuncia como presidente.
En cambio, respaldó al exministro de Gobierno Carlos Romero como candidato a gobernador. El anuncio fue rechazado por los asistentes del encuentro que gritaron pedidos de renovación. El descontento finalmente resultó en que una persona arrojara una silla de plástico a Morales en lo que se denominó el «sillazo».

### Inhabilitación para reelegirse
En diciembre de 2023, el Tribunal Constitucional Plurinacional (TCP) de Bolivia anuló la posibilidad de reelección indefinida, lo que significa que Morales ya no puede aspirar a ser presidente nuevamente.

## En la cultura popular

### Homenajes
En homenaje a Morales, una población de Bolivia (en la frontera con Brasil) adoptó su nombre: Puerto Evo Morales.

### Literatura
En la novela posmoderna titulada Estados Unidos de Banana (2011) escrita por la novelista puertorriqueña Giannina Braschi (1953-), Evo Morales y Hugo Chávez son personajes heroicos que ayudan al pueblo puertorriqueño a liberarse de los Estados Unidos.
Alfredo Rodríguez publicó el libro Evadas, que recoge frases, algunas de ellas absurdas, atribuidas a Evo Morales.

## Premios y distinciones
Desde su ascenso a la presidencia en 2006, Morales ha sido distinguido con diversos premios y honores. Diferentes casas de estudios alrededor del mundo lo distinguieron con doctorados Honoris Causa: Universidad de Hansei,
Universidad Nacional de La Plata, Universidad Nacional de Entre Ríos, Universidad Nacional del Comahue, Universidad Nacional de San Juan, Universidad Nacional de Salta, Universidad Rusa de la Amistad de los Pueblos
y la Universidad Autónoma de Zacatecas.
A nivel nacional también recibió distinciones de la Universidad Pública de El Alto, Universidad Nacional Siglo XX, y la Universidad del Valle.
Morales ha recibido condecoraciones por parte de diversos estados como el collar de la Orden del Libertador que otorgó Venezuela en el año 2006,
la Condecoración de la Orden el Quinto Sol de Oro que entrega Guatemala,
la Medalla de Honor del Congreso peruano,
medalla de oro del presidente de la República italiana, otorgada por el Centro Pío Manzú,
Héroe Mundial de la Madre Tierra de la ONU,
los pueblos indígenas del estado venezolano de Zulia lo condecoraron con la orden «Gran Cacique Yaurepara.
En su país los trabajadores petroleros les entregaron la "Insignia de Oro" por la nacionalización de los hidrocarburos.